# Arthur I. Boreman

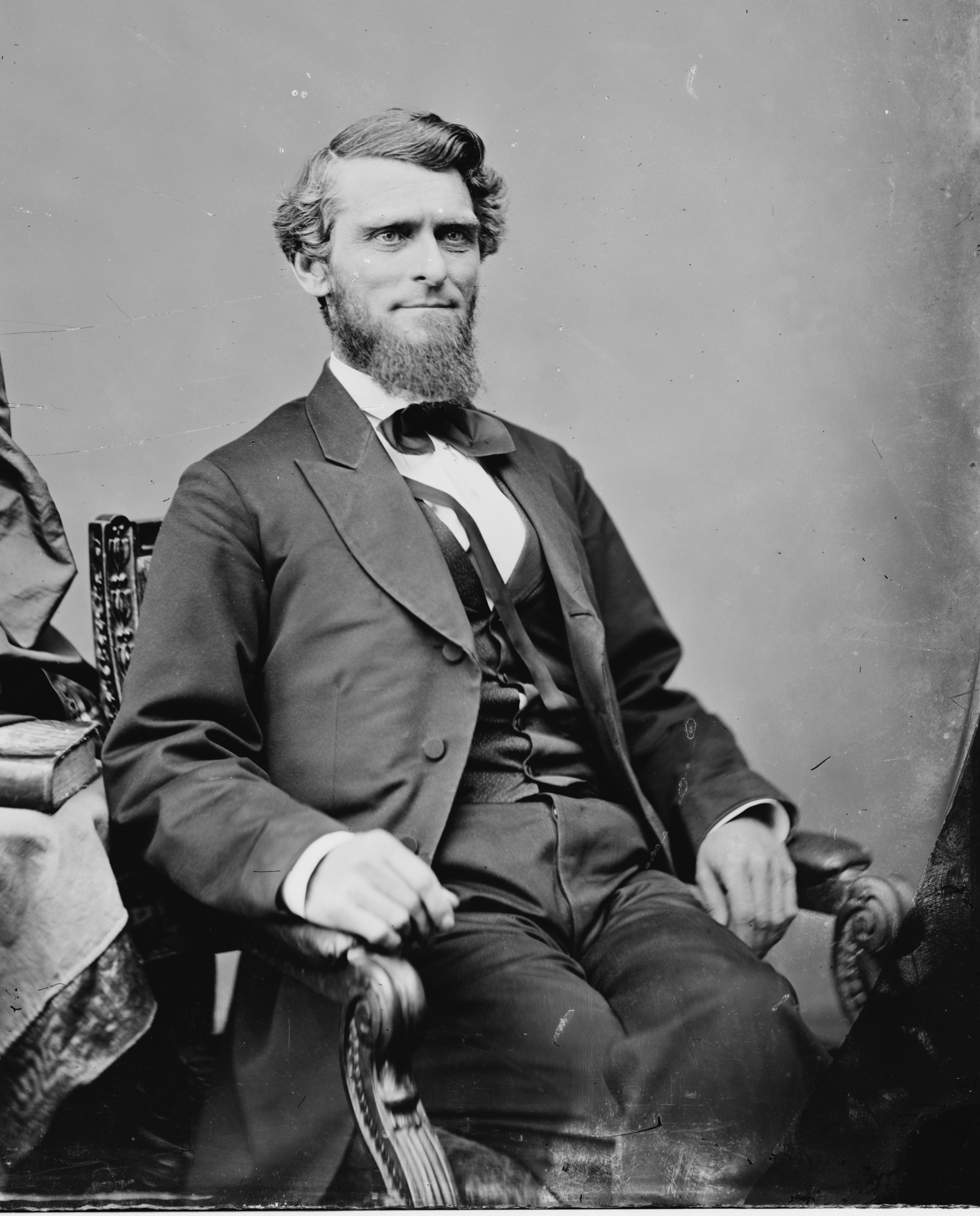
Arthur I. Boreman

Arthur Ingraham Boreman  (* 24. Juli 1823 in Waynesburg, Greene County, Pennsylvania; † 19. April 1896 in Parkersburg, West Virginia) war ein US-amerikanischer Politiker und von 1863 bis 1869 der erste Gouverneur von West Virginia. Außerdem war er auch US-Senator für diesen Bundesstaat.

## Frühe Jahre und politischer Aufstieg
Im Alter von vier Jahren war Arthur Boreman 1827 mit seiner Familie in das Tyler County im heutigen West Virginia gezogen. Nach dem Besuch der örtlichen Schulen und einem privaten Jurastudium bei seinem Bruder ließ sich Boreman im Jahr 1843 in Parkersburg, das damals noch zu Virginia gehörte, als Anwalt nieder. Boremans politischer Aufstieg begann im Jahr 1855 mit seiner Wahl in das Abgeordnetenhaus von Virginia. Damals gehörte er der Whig Party an; später wechselte er zu den Republikanern. Boreman verblieb bis 1861 im Staatsparlament. In jenen Jahren vor dem Bürgerkrieg spiegelte sich die Zerrissenheit der amerikanischen Nation in zwei gegnerische Lager in Virginia besonders heftig wider. Der Staat war in sich gespalten, die Mehrheit der östlichen Landesteile stand auf der Seite des Südens, während die Mehrheit im nordwestlichen Bergland eher mit dem Norden sympathisierte. Boreman stand, wie die Mehrheit seiner Heimat, auf der Seite der Union. Daher stimmte er 1861 auf dem Kongress, der den Austritt Virginias aus der Union beschloss, gegen die Sezession.

## Die Unabhängigkeit West Virginias
Auf dem Kongress, auf dem sich Virginia von der Union lossagte, stimmten nur 15 von 47 Delegierten aus dem heutigen West Virginia für diesen Schritt; mehr als zwei Drittel waren gegen den Anschluss an den Süden. Eine Volksabstimmung wenig später ergab ein ähnliches Bild. Der größte Teil des gesamten damaligen Staates Virginia stimmte mehrheitlich für die Sezession, während der Nordwesten wieder dagegen votierte. Daraufhin wurde ein Kongress unter Boremans Vorsitz nach Wheeling einberufen. Dort wurde die Trennung von Virginia beschlossen. Man wollte einen eigenen Staat namens Kanawha gründen, der dann in die Union aufgenommen werden sollte. Der Name, der auf den Kanawha River zurückging, konnte sich nicht durchsetzen; stattdessen wurde der Name West Virginia angenommen. In den folgenden Monaten wurde mit der Ausarbeitung einer eigenen Verfassung begonnen. Präsident Abraham Lincoln und der Kongress stimmten der Aufnahme des neuen Staates zu, die dann im Juni 1863 vollzogen wurde. In der Zwischenzeit wurden Teile des Gebietes von Anhängern der Konföderation besetzt, so dass die neue Verwaltung zunächst nicht über den gesamten neuen Staat verfügen konnte. Nach dem Krieg gab es dann einen Disput mit Virginia, das die Verfassungsmäßigkeit der Gründung von West Virginia bezweifelte. Das Oberste Bundesgericht der USA entschied 1870 endgültig zu Gunsten von West Virginia. Auch über die Frage der finanziellen Abfindung kam es mit Virginia zu Streitigkeiten. Diese Angelegenheit wurde erst 1915 durch einen Urteilsspruch des Obersten Bundesgerichts der USA geregelt. West Virginia musste über zwölf Millionen Dollar an Virginia bezahlen. Die letzte Rate wurde erst 1939 bezahlt.

## Gouverneur von West Virginia
In den Jahren 1861 bis 1863 war Boreman in dem neuen Staat, der damals noch nicht offiziell Bundesstaat der USA war, als Richter tätig. Nach der offiziellen Aufnahme in die Union wurde Arthur Boreman zum ersten Gouverneur gewählt. Er trat sein neues Amt im Juni 1863 an. Als Gouverneur musste er sich in den ersten Jahren noch mit den Kriegsereignissen auseinandersetzen. Es gab einige militärische Truppenbewegungen beider Seiten auf dem Gebiet von West Virginia. Boreman baute die Nationalgarde auf, die mit der Wiederherstellung der Ordnung betraut wurde. Dann musste zunächst eine neue Verwaltung aufgebaut werden. Nach dem Krieg setzte sich der Gouverneur für kostenlose Schulen ein. Er versuchte auswärtige Investoren in seinen Staat zu locken und dessen Bodenschätze auszubeuten. Er war aber gegenüber den ehemaligen Anhängern der Konföderation sehr nachtragend. Ihnen wurde gesetzlich für einige Zeit das Wahlrecht entzogen. Nachdem er zweimal wiedergewählt worden war, trat Boreman im Februar 1869 kurz vor Ablauf seiner Amtszeit zurück, um einen Sitz im US-Senat einzunehmen.

## Weiterer Lebenslauf
Zwischen 1869 und 1875 amtierte Boreman als Senator in Washington. Dort war er in mehreren Ausschüssen vertreten. Nach dem Ende der Legislaturperiode kehrte er als Anwalt nach Parkersburg zurück. Von 1888 bis zu seinem Tod im Jahr 1896 war er Richter im fünften Gerichtsbezirk von West Virginia.